# Q School 2020
La Q School 2020 è una serie di tre eventi amatoriali che si sono disputati dal 3 al 9 agosto 2020 presso l'English Institute of Sport di Sheffield, in Inghilterra, e che hanno decretato 12 nuovi giocatori nel Main Tour per le stagioni 2020-2021 e 2021-2022.
Per la prima volta nella sua storia, questa competizione verrà disputata nel mese di agosto.

## Regolamento
Introdotta nel periodo di riforme dell'allora appena nominato presidente del World Snooker Tour Barry Hearn, la Q School è formata da tre eventi, i quali si disputano prima dell'inizio della stagione professionistica (solitamente pochi giorni dopo il termine del Campionato mondiale).
In questi sono presenti quattro sezioni, formate tutte da sei turni: chi riesce a vincere l'ultimo Round, ottiene una carta professionistica di due stagioni.
Possono partecipare anche coloro che terminano la stagione fuori dai primi 64 nel Ranking, e che quindi devono riqualificarsi per il Main Tour.
L'iscrizione è aperta ad ogni giocatore dilettante (con un'età minima di 16 anni), ed ha un costo di £1000.

## Calendario
| Date                    | N° evento | Qualificati                                            | Note  |
| ----------------------- | --------- | ------------------------------------------------------ | ----- |
| dal 3 al 7 agosto 2020  | Evento 1  | Lee Walker Peter Devlin Simon Lichtenberg Fan Zhengyi  | [ 3 ] |
| dal 4 all'8 agosto 2020 | Evento 2  | Jamie Jones Zak Surety Oliver Lines Ben Hancorn        | [ 4 ] |
| dal 5 al 9 agosto 2020  | Evento 3  | Rory McLeod Jamie Wilson Farakh Ajaib Steven Hallworth | [ 5 ] |